# Stephen Mandel

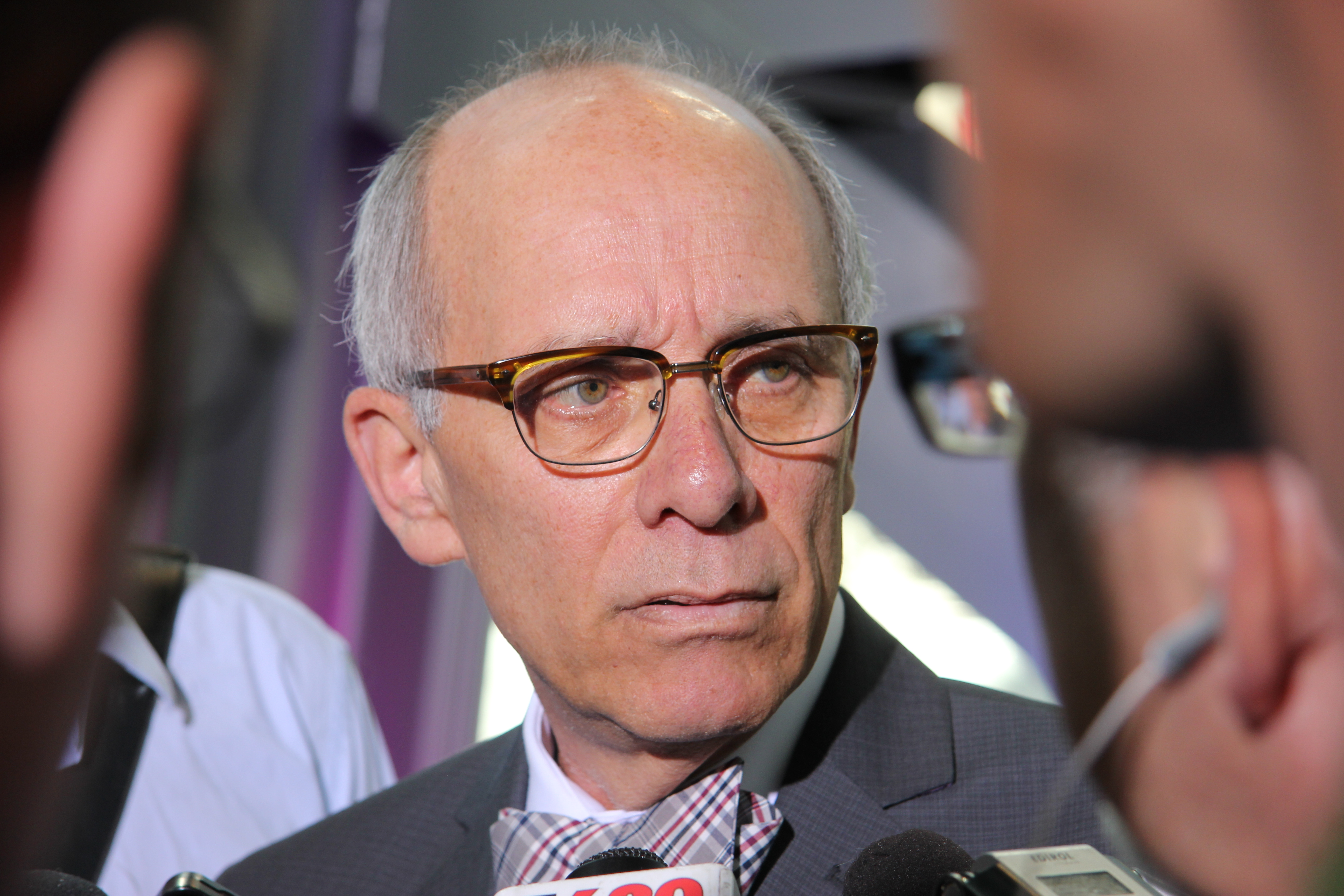
Stephen Mandel, 2013

Stephen Mandel (* 1945) ist ein kanadischer Politiker und seit 2004 Bürgermeister der Stadt Edmonton.
Mandel besuchte das Lincoln College, Illinois und studierte an der Miami University. Später studierte er an der University of Windsor, Ontario und erhielt dort seinen Master in Politikwissenschaft. 1972 zog Mandel von Windsor nach Edmonton, Alberta.
2001 wurde Mandel in den Stadtrat von Edmonton, das Edmonton City Council, gewählt und war einer von zwölf Stadträten. Bei den Bürgermeisterwahlen 2004 konnte er sich gegen den Amtsinhaber Bill Smith durchsetzen und wurde neuer Bürgermeister der Stadt. Damit ist er der erste jüdische Bürgermeister von Edmonton.
Mandel ist seit 1973 verheiratet und hat zwei Kinder. Mandel ist Mitglied der Reformjudentums.